# Running Away
Running Away es el tercer sencillo de Hoobastank en su álbum debut homónimo Hoobastank.
La canción fue lanzada como sencillo el 16 de julio de 2002, y logró tener un éxito aún más mayor que el sencillo anterior Crawling in the Dark, logrando ocupar el puesto #2 en el Billboard Modern Rock Track y el #44 en el Billboard hot 100. La canción aparece en Ahora sí a esto lo llamó música! Vol. 11.

## Vídeo musical
En el vídeo musical de "Running Away" aparece Hoobastank tocando en un fondo con imágenes de una mujer que trata de huir de sus problemas.
El vídeo fue dirigido por Paul Fedor.

## Versiones
1. "Running Away" (Versión de álbum)
2. "Running Away" (Acústico)
3. "Up and Gone" (Acústico)
4. "Open Your Eyes" (Lanzamiento anterior)

## Posiciones
| Listas (2002)                   | posición |
| ------------------------------- | -------- |
| U.S. Billboard Hot 100          | 44       |
| U.S. Hot Adult Top 40 Tracks    | 31       |
| U.S. Top 40 Mainstream          | 23       |
| U.S. Hot Mainstream Rock Tracks | 9        |
| U.S. Hot Modern Rock Tracks     | 2        |
| Austrian Singles Chart          | 83       |
| UK Singles Chart                | 100      |